# Agile Warrior F-111X
Agile Warrior F-111X là một game mô phỏng máy bay chiến đấu do hãng Black Ops phát triển và Virgin Interactive phát hành cho PlayStation vào năm 1995 và Windows vào năm 1996.

## Lối chơi
Agile Warrior mô phỏng loại máy bay chiến đấu F-111X với nửa tá nhiệm vụ từ dễ đến khó trong game.

## Đón nhận
Next Generation đã nhận định về phiên bản PlayStation của trò chơi, đánh giá hai ngôi sao trong số năm và tuyên bố rằng "Nếu bạn gắn bó với nó, có một số niềm vui trong đó, nhưng không đủ để vượt qua nhiều thất vọng lớn nhỏ của tựa game này."

## Preview
- GameFan 35 (Tập 3, Số 11) Tháng 11 năm 1995
- GamePro (Tháng 12, 1995)